# No Doubt
No Doubt este o formație rock americană din Anaheim, California, fondată în 1986. Trupa e compusă din vocalista Gwen Stefani, chitaristul Tom Dumont, basistul Tony Kanal, și bateristul Adrian Young. Muzica ska-rock a primului lor album nu a atras atenția datorită popularității mari a muzicii grunge de atunci. Albumul lor Tragic Kingdom deținător al unui disc de platină a ajutat la reintroducerea muzicii ska în anii '90, iar „Don't Speak”, al treilea single de pe album, a devenit un succes internațional, clasându-se pe locul întâi în state precum: Australia, Elveția, Irlanda, Norvegia, Noua Zeelandă și Regatul Unit.
Grupul a lansat următorul album, Return of Saturn, patru ani mai târziu, dar în ciuda recenziilor pozitive, materialul a fost un eșec comercial. Un an mai târziu, formația s-a întors cu albumul Rock Steady, care conținea influențe reggae și dancehall. Două dintre discurile single lansate au primit premii Grammy - „Hey Baby” și „Underneath It All”; ambele au fost hit-uri de top 10 în Statele Unite, bucurându-se de succes și în alte țări. Pe 22 noiembrie 2002, No Doubt a primit cheia orașului Anaheim.
No Doubt a lansat compilația The Singles 1992-2003 în 2003, cu un single nou, „It's My Life”, cover după formația Talk Talk. Vocalista Gwen Stefani s-a lansat solo un an mai târziu, colaborând cu diferiți muzicieni, printre care colegul de formație Tony Kanal și Pharrell de la The Neptunes, iar chitaristul formației, Tom Dumont a început un alt proiect în paralel cu No Doubt, Invincible Overlord. De-a lungul carierei, No Doubt au vândut 27 de milioane de exemplare în toată lumea, fiind nominalizați la premiile Grammy de nouă ori, câștigând de două ori. No Doubt s-a clasat pe locul 89 în clasamentul celor mai bine vânduți artiști în Statele Unite în perioada 2000 - 2009, potrivit publicației Billboard. În 2012, după 11 ani de pauză, formația lansează albumul Push and Shove și susține turneul Seven Night Stand.

## Istorie

### Începutul (1986–1995)
John Spence, Eric Stefani și sora lui Eric, Gwen Stefani, au format trupa sub numele Apple Core în 1986, după ce lucraseră împreună la un restaurant fast food. Eric, care învățase melodiile 2 Tone ale formației Madness la pian, cânta la claviatură, iar Spence și Gwen erau vocaliști. Trio-ul a recrutat încă câțiva membrii în acea lună, aceștia schimbându-se des timp de câțiva ani. Grupul avea mici concerte în zona Orange County, maimuțărelile lui Spence pe scenă făcând mereu parte din spectacol. Tony Kanal a asistat la unul dintre primele lor concerte, iar în scurt timp li s-a alăturat ca basist. După ce inițial i-a respins avansurile, acesta a început o relație cu Gwen, pe care au păstrat-o secretă timp de un an, fiind de părere că era ca o regulă nescrisă ca nimeni să nu aibă întâlniri cu ea.
În decembrie 1987, Spence s-a sinucis cu câteva zile înainte ca formația să susțină un concert la The Roxy Theatre unde aveau să fie câțiva angajați ai unor case de discuri.  No Doubt s-a destrămat, dar s-a reformat câteva săptămâni mai târziu cu Alan Meade ca vocalist. Când Meade a părăsit proiectul, Gwen a devenit vocalista. La începutul anului 1988, Tom Dumont a plecat din formația Rising, o formație heavy metal în care era membru alături de sora lui , spunând că formațiile locale de metal „beau mult și purtau spandex”, în timp ce el voia să se axeze pe muzică.  S-a alăturat formației, înlocuindu-l pe Jerry McMahon ca chitarist, adăugând o influență de muzică metal grupului iar Adrian Young i-a luat locul lui Chris Webb ca basist anul următor.
Impresionat de prezența stage divingului la concertele ska și de prezența lui Gwen pe scenă, Tony Ferguson, reprezentant al companiei Interscope Records a semnat cu aceștia un contract pentru mai multe albume. Albumul care purta numele formației a fost lansat în 1992. De pe album nu a fost promovat niciun single, cu toate că un videoclip a fost filmat pentru „Trapped in a Box”. Influența pop al acestuia contrasta puternic cu popularitatea muzicii grunge, albumul devenind astfel un eșec, vânzându-se în doar 30.000 de exemplare. Formația a plecat într-un turneu național de promovare a albumului, cu toate că Interscope Records își pierduse încrederea în ei, astfel a refuzat să le sponsorizeze turneul. Formația nu a atras un public la fel de numeros ca în Orange County, aflând adesea chiar că No Doubt nu era disponibil spre vânzare în unele din orașele în care cântau.
Formația a început să lucreze la noul album anul următor, dar Interscope le-a refuzat o mare parte din material, direcția artistică a grupului fiind astfel preluată de Matthew Wilder. Eric nu a fost de acord ca cineva din afara formației să preia controlul, astfel a refuzat să mai înregistreze piese sau să mai mai facă repetiții. A părăsit grupul în 1994 pentru a urma o carieră în domeniul animației, începând să lucreze la serialul Familia Simpson. La scurt timp, Kanal s-a despărțit de Gwen după șapte ani, spunându-i că are nevoie de „spațiu”.  Nefiind siguri ce să facă cu formația, Interscope a subautorizat-o companiei Trauma Records în 1995. No doubt au lansat în acel an The Beacon Street Collection prin intermediul casei lor de discuri, Sea Creature Records. Albumul conținea piesele rămase de la sesiunea anterioară de înregistrări. Datorită combinației întra muzica punk rock a anilor '80 cu câteva influențe grunge, albumul fost mai popular decât No Doubt, vânzând de trei ori mai multe exemplare decât anteriorul.  Mai târziu în același an, formația a lansat Tragic Kingdom, o mare parte a acestuia fiind despre relația dintre Tony Kanal și Gwen Stefani.

### Succesul (1995–2000)
Lansarea albumului Tragic Kingdom în 1995 și a singleului „Just a Girl” i-a permis grupului să aibă succes comercial în mainstream. No Doubt a plecat într-un turneu în acel an pentru a promova albumul, care s-a întins pe o perioadă de 27 de luni. În 1996, al doilea single, „Spiderwebs” a avut succes, iar „Don't Speak”, o baladă compusă de Gwen despre despărțirea ei de Kanal, care a fost al treilea single, a devenit cel mai de succes single al formației, stând pe prima poziție în Billboard Hot 100 Airplay timp de 16 săptămâni. Melodia a ajuns pe locul 1 în topurile internaționale: Marea Britanie, Suedia, Australia, Elveția și Noua Zeelandă. 
Formația a fost nominalizată la două premii Grammy la categoriile „Cel mai bun artist nou” și „Cel mai bun album rock” în 1997. La sfârșitul anului, jumătate din melodiile de pe Tragic Kingdom fuseseră promovate, albumul fiind certificat de opt ori cu discul de platină. În 1998 au fost nominalizați pentru încă două premii Grammy, la categoriile „Cântecul anului” și „Cea mai bună interpretare a unui duo sau grup vocal”, ambele pentru „Don't Speak”. RIAA a oferit pentru album formației discul de diamant în februarie 1999, și cu vânzări de 16 milioane de exemplare, este unul din cele mai bine vândute albume ale tuturor timpurilor.  Albumul care poartă numele formației a început să aibă succes comercial, vânzându-se în mai mult de un sfert de milioane de exemplare.
Lansarea albumului a provocat un scandal între Trauma și Interscope Records asupra contractului de înregistrări a formației. Trauma a dat în judecată casa de discuri Interscope pentru 100 de milioane de dolari pentru încălcarea contractului, fraudă și „stoarcere de bani”, declarând că Interscope a modificat contractul după ce formația a avut un succes mai mare decât se așteptau.  No Doubt a declarat înainte de proces că s-a mutat la Trauma Records și că tranziția a fost „grozavă...pentru că acum avem atenția totală a unei mici case de discuri”. Cazul a fost clasat, fiind plătite 3 milioane de dolari de către Interscope.
Formația a terminat turneul în decembrie 1997 lansând între timp o casetă video cu înregistrarea unui spectacol din turneul care promova albumul Tragic Kingdom, intitulat Live in the Tragic Kingdom, iar The Beacon Street Collection a fost relansat. Grupul a înregistrat piesa „I Throw My Toys Around” cu Elvis Costello pentru The Rugrats Movie și piesa „Hateful” pentru albumul tribut Burning London: The Clash Tribute. Stefani a început să colaboreze în afara trupei, contribuind cu vocea pe albumele unor artiști precum Prince, The Brian Setzer Orchestra, Fishbone & Familyhood Nextperience și formația iubitului ei, Bush. În 1999, No Doubt a inclus melodia „New” pe coloana sonoră a filmului Go. Melodia, inspirată de începutul relației dintre Gwen și Rossdale, a fost una din primele melodii compuse după lansarea albumului Tragic Kingdom.

### Return of SaturnșiRock Steady(2002–2004)

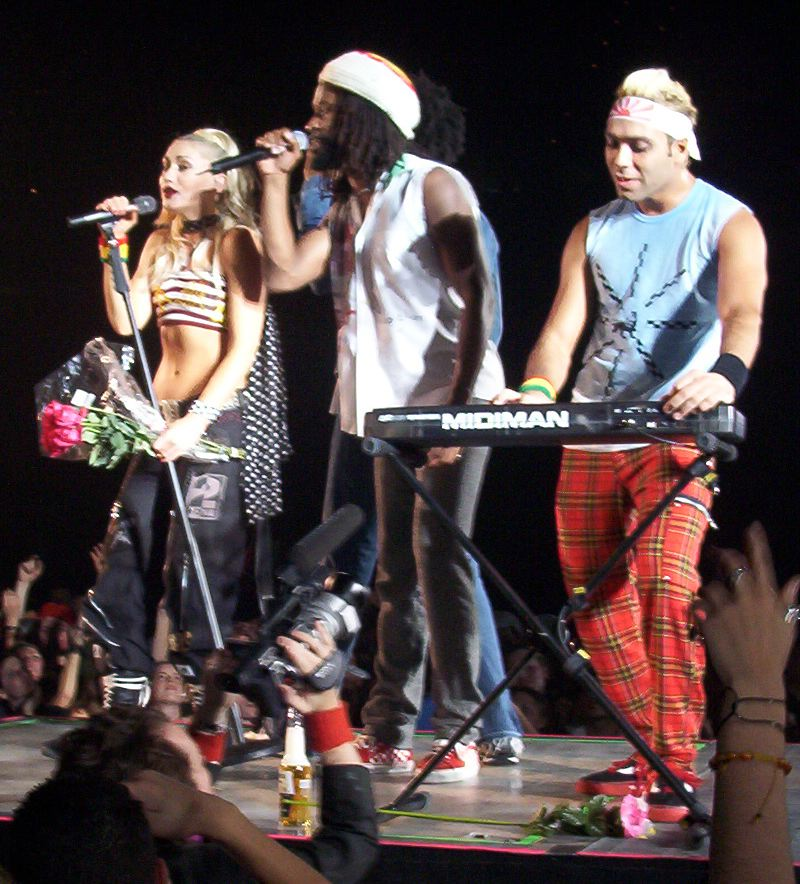
Gwen Stefani, Stephen Bradley, și Tony Kanal în timpul unui concert, martie 2002.

În 2000, formația a lansat primul album după Tragic Kingdom, intitulat Return of Saturn. Albumul are un ton mai întunecat și versuri superioare în comparație cu discurile anterioare. Majoritatea melodiilor nu mai aveau ca temă relația cu basistul Tony Kanal, ci noua relație a lui Gwen cu Gavin Rossdale. Return of Saturn a fost primit călduros de criticii muzicali, cu toate că nu a avut succesul albumului anterior, primul single, „Ex-Girlfriend” ratând topul Billboard Hot 100. Totuși, a ajuns pe locul 15 în Finlanda și 9 în Australia. De pe album au mai fost lansate „Simple Kind of Life” (S.U.A. 38, U.K. 69) și „Bathwater”.
După Return of Saturn, formația s-a reîntors în studioul de înregistrări în ianuarie 2001. În acest timp, au contribuit cu un cover al melodiei „Love to Love You Baby” de Donna Summer pentru coloana sonoră a filmului Zoolander și au înregistrat un cântec pentru albumul Wanderland a lui Kelis. Stefani a colaborat cu Moby pentru „South Side” și cu Eve pentru „Let Me Blow Ya Mind”. Aceste colaborări i-au oferit grupului ocazie să experimenteze și cu alte genuri de muzică. Influențat puternic de muzica dancehall jamaicană, albumul de studio din 2001 al formației, Rock Steady, a produs două melodii câștigătoare de premii Grammy, „Hey Baby” în colaboarere cu Bounty Killer și „Underneath It All”. Ambele discuri single au ajuns în top 5 în Billboard Hot 100. De pe album a mai fost promovat și „Hella Good”, care a devenit un succes de top 20 în Australia, Marea Britanie, Noua Zeelandă și Statele Unite. Prince a compus, produs și a interpretat piesa „Waiting Room” de pe același album. Stefani cântase alături de acesta în melodia „So Far, So Pleased” de pe albumul Rave Un2 the Joy Fantastic. În noiembrie 2001, No Doubt au apărut într-un episod din Dawson's Creek, intitulat „Spiderwebs”.
Albumul The Singles 1992-2003, o compilație care include toate discurile single formației a fost lansat în noiembrie 2003. Acesta conținea și un cover a melodiei „It's My Life” (1984) a formației Talk Talk, No Doubt primind o nominalizare la premiile Grammy pentru „Cea mai bună interpretare pop vocală a unui duo sau grup.” Pe lângă acesta, o colecție cu 2 CD-uri și 2 DVD-uri, intitulat Boom Box a fost pus în vânzare. Acesta conține CD-ruile The Singles 1992-2003 și Everything in Time precum și DVD-urile The Videos 1992-2003 și Live in the Tragic Kingdom. Separat, Rock Steady Live, un DVD ce conținea o înregistrare din Long Beach al turneului Rock Steady a fost de asemenea lansat în 2003. Anul următor, formația a plecat în turneu cu blink-182 înainte ca No Doubt să ia o pauză.

### Prima destrămare și proiecte solo (2004–2008)

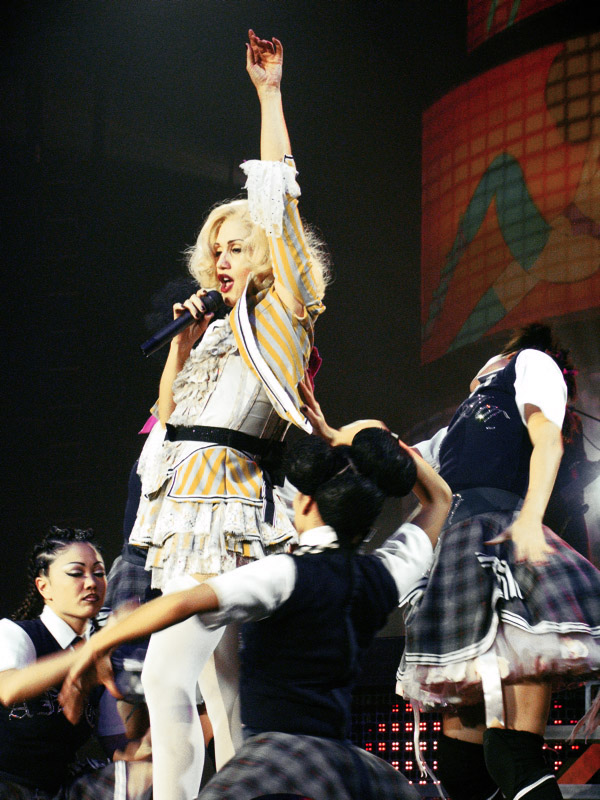
Gwen Stefani în timpul turneului Harajuku Lovers, 2005.

Vocalista Gwen Stefani a început în 2003, să lucreze la un proiect solo New Wave, Dance-pop inspirat de muzica anilor '80, care a evoluat într-un final într-un album solo întreg, Love. Angel. Music. Baby., lansat pe 23 noiembrie 2004. Albumul a primit multiple discuri de platină în câteva țări, inclusiv un cvatriplu disc de platină în Canada. și triplu platină în Statele Unite. Stefani a plecat în primul turneu solo în octombrie 2005, în timpul acestuia rămănând însărcinată cu primul ei copil (Kingston James McGregor Rossdale s-a născut pe 26 mai 2006). În decembrie 2006 și-a lansat al doilea album solo, The Sweet Escape.
La începutul lui 2005, Tom Dumont și-a lansat propriul proiect solo, Invincible Overload, cu amicul și colaboratorul său, Ted Matson. Muzica lor poate fi copiată pe gratis de pe site-ul oficial al grupului. Adrian Young, bateristul formației, a fost bateristul lui Bow Wow Wow în timpul turneului acestuia din 2004, apărând și pe albumul Here's to the Mourning a formației Unritten Law,. A apărut și ca bateristul formației theStart în câteva spectacole din 2006.

### Întoarcerea la muzică (2008–prezent)
În timp ce Stefani își promova al doilea album solo, No Doubt a început inițial să lucreze la un nou album fără ea plănuind să-l termine după ce turneul The Sweet Escape se va fi terminat. În martie 2008, formația a început să posteze mesaje pe forumul lor oficial. Stefani a postat un mesaj pe 28 martie 2008 în care spunea că au început să compună versuri, dar lucrul era încetinit de faptul că era însărcinată cu al doilea ei copil.

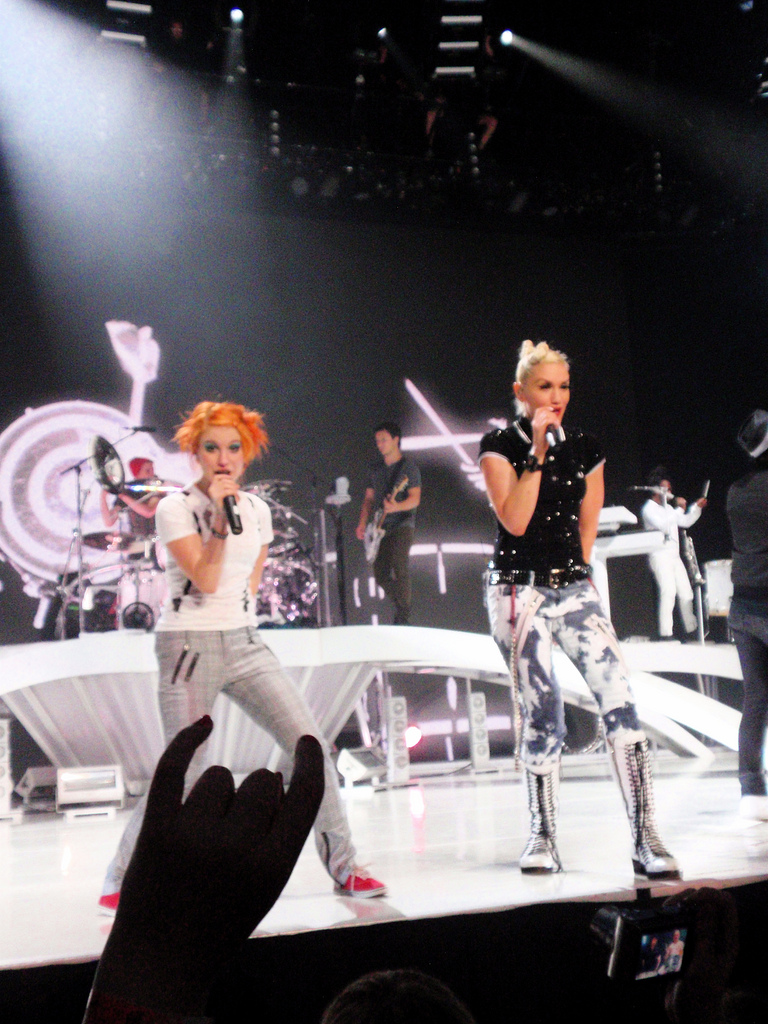
Vocalistele No Doubt (Gwen Stefani) și Paramore (Hayley Williams) în Vancouver, în timpul Summer Tour 2009.

Managerul Jim Guerinot a declarat că următorul album, care încă nu are un nume, este produs de Mark „Spike” Stent, care a lucrat și la producerea și mixarea albumului Rock Steady. Fiind prinși între sarcina lui Stefani și înregistrări, No Doubt nu a plecat în turneu în 2008, dar Guerinot a promis că vor pleca în 2009 pentru primul lor turneu în aproape cinci ani.
No Doubt a anunțat pe site-ul oficial că vor pleca în turneu în vara anului 2009 alături de Paramore, The Sounds, Janelle Monáe, Bedouin Soundclash, Katy Perry și Panic! at the Disco. Biletele au fost puse în vânare pe 7 martie 2009.
În 2009, No Doubt a apărut în serialul american Gossip Girl, interpretând o formație ficțională intitulată „Snowed Out” în episodul „Valley Girls”. Au interpretat o preluare după cântecul „Stand and Deliver” de Adam & the Ants. Pe 4 noiembrie, Los Angeles Times a publicat știrea conform No Doubt a dat în judecată Activision pentru modul în care au fost realizați în jocul video Band Hero, considerând că aceștia „au transformat No Doubt într-un grup virtual de circari".
Grupul a relansat în noiembrie 2010 compilația The Singles 1992–2003, sub numele Icon, anunțând astfel revenirea lor pe piața muzicală. Dumont a anunțat pe 4 ianuarie 2011 că, deși au petrecut o mare parte a anului precedent compunând și înregistrând piese demo, adevăratele sesiuni de înregistrări au început în acea zi. No Doubt a declarat în luna iunie a anului 2011 că noul album este aproape finalizat. Albumul a fost programat pentru lansare la sfârșitul anului 2011, înainte de Crăciun, dar a fost amânat pentru 2012, din dorința membrilor formației.
La 2 noiembrie 2010 formația a mai lansat o compilație denumită Icon, în pregătirea albumului viitor. Icon conținea aceleași melodii ca și mai vechea compilație The Singles 1992–2003, cu o nouă copertă și la un preț redus . Pe 5 decembrie 2010, No Doubt a interpretat un colaj de piese Beatles cu ocazia unui concert tribut ce a avut loc; printre cei prezenți s-au numărat Barack Obama, Paul McCartney și Oprah Winfrey.

### Push and Shove(2012 – prezent)
La 11 iunie 2012, formația a anunțat pe site-ul oficial că noul album va fi lansat pe 25 septembrie, iar primul single de pe acesta va fi lansat la 16 iulie. Albumul se intitulează Push and Shove și primul cântec este „Settle Down”. Videoclipul pentru „Settle Down” a fost regizat de Sophie Muller (care a mai avut regia a numeroase alte videoclipuri ale formației No Doubt). „Settle Down” a ajuns până pe locul al treizeci și patrulea în Billboard Hot 100, iar albumul a ajuns pe locul al treilea. La data de 3 noiembrie 2012, formația a retras videoclipul piesei „Looking Hot” de pe Internet după ce a primit plângeri conform cărora ar fi fost rasist față de amerindieni.
La 1 februarie 2013, formația a susținut pe Twitter că a trecut „o săptămână de când am scris primul cântec”. Din 26 februarie 2013, formția a confirmat că lucrează la noi materiale muzicale și planifică un nou turneu.

### Turneu și un nou album (2013–prezent)
În octombrie 2013 Dumont a dezvăluit pe Twitter că formația va lua din nou pauză, dar se va reuni în 2014. No Doubt s-a reunit la 27 septembrie 2014 pe scena Festivalului Global Citizen susținut în Central Park. Vorbind despre lansarea solo a piesei „Baby Don't Lie”, Gwen Stefani a anunțat că No Doubt lucrează la un nou album. Totuși, într-un interviu dat de Kanal pentru Orange County Register în aprilie 2015, acesta a declarat că formația nu lucrează la un nou album. La 8 mai 2015 No Doubt a luat parte la spectacolul Rock in Rio.

## Membrii

### Actuali
- Gwen Stefani – vocalistă
- Tom Dumont – chitară, clape
- Tony Kanal – chitară bas
- Adrian Young – tobe, percuție

Membrii în timpul turneelor:
- Stephen Bradley – clape, trompetă
- Gabrial McNair – clape, trombon

### Foști
- John Spence – vocalist (1986–1987)
- Eric Stefani – clape, chitară (1986–1995)
- Jerry McMahon – chitară (1986–1988)
- Chris Webb – tobe(1986–1989)
- Chris Leal – chitară bas (1986–1987)
- Alan Meade – trompetă, co-vocalist (1986–1988)
- Tony Meade – saxofon (1986–1988)
- Gabriel „The Gun” Gonzalez II – trompetă (1986–1991)
- Paul Caseley – trombon (1987–1990)
- Eric Carpenter – saxofon (1988–1994)
- Don Hammerstedt – trompetă (1990–1992)
- Alex Henderson – trombon (1991–1993)
- Phil Jordan - trompetă (1992-1995)

## Discografie
- No Doubt (1992)
- The Beacon Street Collection (1995)
- Tragic Kingdom (1995)
- Return of Saturn (2000)
- Rock Steady (2001)
- Push and Shove (2012)

### Albumuri video
- Live in the Tragic Kingdom
- Rock Steady Live
- The Videos 1992–2003

### Compilații
- The Singles 1992–2003
- Boom Box
- Everything in Time (B-sides, Rarities, Remixes)

## Single-uri
- „Trapped in a Box”
- „Squeal”
- „Doghouse”
- „Just a Girl”
- „Spiderwebs”
- „Don't Speak”
- „Excuse Me Mr.”
- „Happy Now?”
- „Sunday Morning”
- „Hey You!”
- „New”
- „Ex-Girlfriend”
- „Simple Kind of Life”
- „Bathwater”
- „Hey Baby”
- „Hella Good”
- „Underneath It All”
- „Running”
- „It's My Life”
- „Settle Down”
- „Push and Shove”
- „Looking Hot”
- „Bathwater (Invincible Overlord Remix)”
- „Stand and Deliver”

## Turnee și concerte
- Tragic Kingdom World Tour (1997)
- Return Of Saturn Tour (2000)
- Rock Steady Tour (2002)
- Blink-182 / No Doubt Summer Tour 2004 (2004)
- Summer Tour 2009 (2009)
- Seven Night Stand (2012)

### Hituri de top 10
| 1995 | „Just a Girl”       | Tragic Kingdom        | 23  | 3  | 3  | 9  |
| 1996 | „Don't Speak”       | Tragic Kingdom        | -   | 1  | 1  | 1  |
| 2000 | „Ex-Girlfriend”     | Return of Saturn      | 111 | 23 | 9  | 11 |
| 2001 | „Hey Baby”          | Rock Steady           | 5   | 2  | 7  | 2  |
| 2001 | „Hella Good”        | Rock Steady           | 13  | 12 | 8  | 17 |
| 2001 | „Underneath It All” | Rock Steady           | 3   | 18 | 28 | 8  |
| 2003 | „It's My Life”      | The Singles 1992-2003 | 10  | 20 | 7  | 8  |
|      |                     | Hituri #1             | 0   | 1  | 1  | 1  |
|      |                     | Hituri top 10         | 3   | 3  | 6  | 5  |
|      |                     | Hituri top 20         | 4   | 6  | 6  | 7  |